# Goënga
Goënga (Fries: Goaiïngea) is een dorp in de gemeente Súdwest-Fryslân, in de Nederlandse provincie Friesland. Goënga ligt ten noordoosten van Sneek en tussen Scharnegoutum en Gauw aan een opvaart die naar de Sneeker Oudvaart loopt.
In 2023 telde het dorp in de streek Lege Geaen 260 inwoners.

## Geschiedenis
Het dorp is ontstaan op een terp, ten oosten van de voormalige Middelzee. Het dorp ontwikkelde zich over de eeuwen heen als een dijk-  of wegdorp. Aan de hoofdweg zijn later hofjes ontstaan. In de 20ste eeuw zijn deze hofjes uitgebreid tot straten.
Met de dorpen Gauw, Loënga, Offingawier en Scharnegoutum vormde Goënga in de Middeleeuwen een verbond, de Sneker Vijfga.
In de 13e eeuw werd de plaats vermeld als Goingum, in 1335 als in Goynghum, in 1427 als Goengma, in de 16e eeuw als Gonynghum, Goeijingum, Goyngha, Geongum en Goijinga.
De naam duidt mogelijk op een woonplaats (heem/um) van de geslachtsnaam Goinga, een afleiding van de persoon Goaije via het achtervoegsel -ing. 
Tot 2011 lag Goënga in de voormalige gemeente Wymbritseradeel.

## Kerk

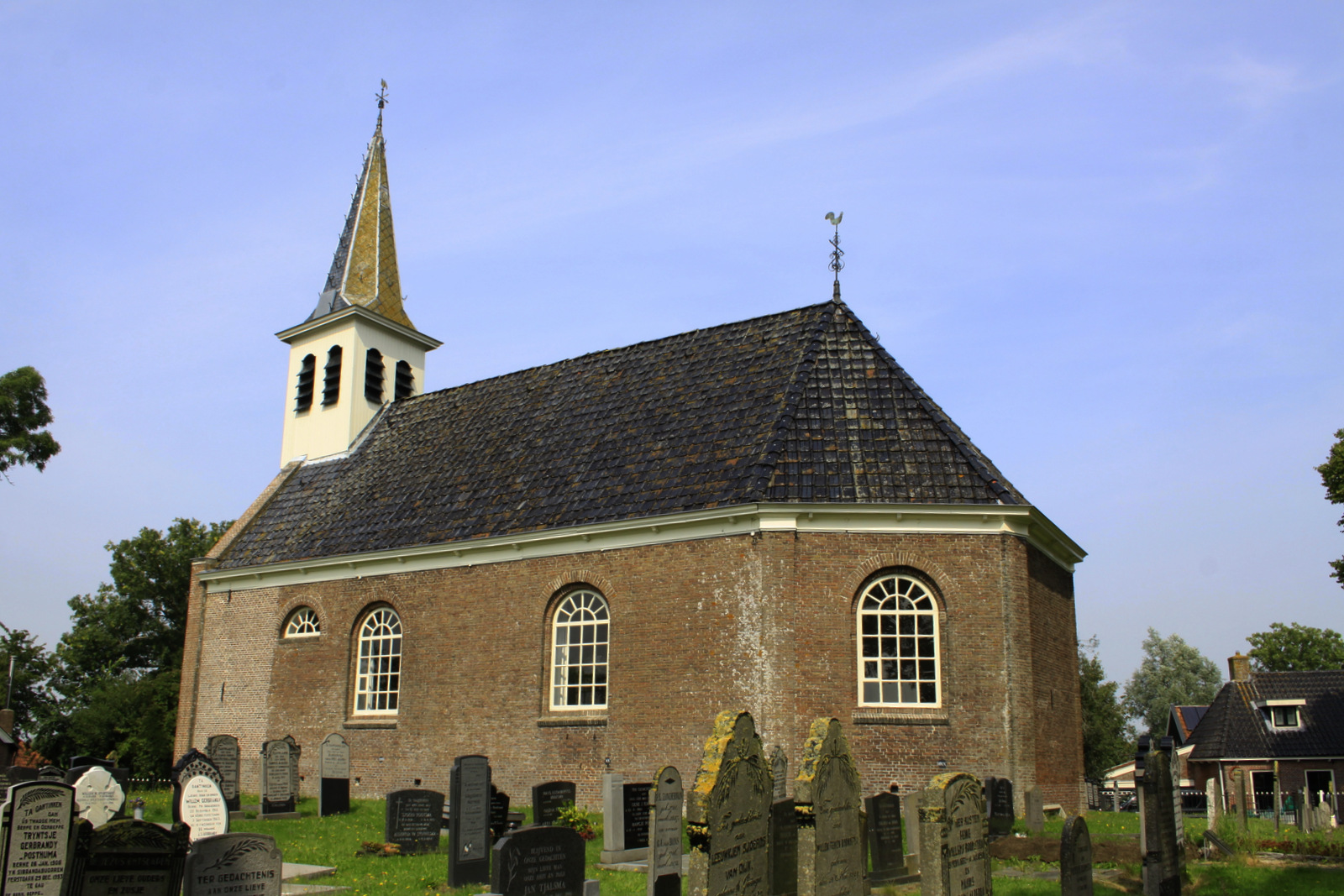
Kerk van Goënga

De huidige Kerk van Goënga dateert uit 1758. De kerk is een driezijdig gesloten zaalkerk die in 1787 voorzien werd van een geveltoren met ingesnoerde spits.
De kerk is de opvolger van een middeleeuwse kerk die op deze plek stond, op de terp. De klok van de kerk, die uit 1342 komt, komt uit die kerk.

## Sport
Midden in het dorp ligt het veld van de kaatsvereniging De Lege Geaën. De kleine wijk De Boppeslach is vernoemd naar het kaatsveld. Verder is er een dartclub en een biljartclub in het dorp.

## Geboren in Goënga
- Agge Ruyrdts Albada (1320-1390), smid voor het Graafschap Holland
- Feicke Sickinga (1325-1407), edelman te Goënga, bondgenoot van Albrecht van Beieren en schoonvader van Rienck Bockema
- Pieter Sjoerds Gerbrandy (1885-1961), advocaat en staatsman (onder andere minister-president van de Nederlandse regering in ballingschap tijdens de Tweede Wereldoorlog)
- Victor Emilius Nierstrasz (1889-1967), militair en historisch onderzoeker
- Willem Gerbrandy (1915-1943), Engelandvaarder
- Pieter Huistra (1967-), voetballer en voetbaltrainer
- Nynke de Jong (1985-), journaliste en schrijfster